# جون مارك إينسلي
جون مارك إينسلي (بالإنجليزية: John Mark Ainsley)‏ هو موسيقي ومغني ومغني أوبرا بريطاني، ولد في 9 يوليو 1963 في كرو (تشيشير) في المملكة المتحدة.

## وصلات خارجية
- جون مارك إينسلي على موقع IMDb (الإنجليزية)
- جون مارك إينسلي على موقع ميوزك برينز (الإنجليزية)
- جون مارك إينسلي على موقع أول ميوزيك (الإنجليزية)
- جون مارك إينسلي على موقع ديسكوغز (الإنجليزية)